# Félix Bayón
Félix Bayón (Cádiz, 1952 - Marbella, 15 de abril de 2006) fue un periodista y escritor español.

## Biografía
Félix Bayón estudió Ciencias Políticas en la Universidad Complutense y Periodismo en la Escuela Oficial de Madrid y comenzó a ejercer esta profesión en el Diario de Cádiz, Informaciones y Le Monde. Sin embargo, su carrera profesional estuvo ligada fundamentalmente a El País, del que fue uno de sus pioneros, ya que se incorporó a su redacción en 1976, y trabajó durante muchos años en este rotativo como enviado especial en los cuatro continentes y como corresponsal en Moscú. Para El País cubrió, entre otros acontecimientos históricos, la Revolución Islámica desde Teherán. Además, Félix Bayón fue corresponsal diplomático y jefe de la sección de Cultura, escribió el ensayo La vieja Rusia de Gorbachov (1985) y en los últimos meses era articulista de los periódicos del Grupo Joly, al que pertenece "Málaga Hoy".
Como escritor, su primera novela, Adosados, fue finalista del Premio Nadal de novela en 1995, fue llevada al cine por Mario Camus y su guion, del que fue coautor, fue premiado en los festivales de Chicago y Montreal. Con otra de sus novelas, Un hombre de provecho, consiguió en 1998 el trigésimo Premio Ateneo de Sevilla, y un mes antes de su fallecimiento había presentado su último libro, De un mal golpe, una historia del género negro que estaba ambientada en Marbella.
Bayón, que fue sometido a un trasplante de corazón en 1992, falleció el 15 de abril de 2006, a los 54 años, en la localidad malagueña de Marbella, donde residía desde 1994, víctima de un infarto masivo.

## Obra[3]
- La vieja Rusia de Gorbachov
- La libreta negra
- Adosados
- Un hombre de provecho
- De un mal golpe
- Vivir del presupuesto y otras obras maestras